# Les Planches VD
| VD ist das Kürzel für den Kanton Waadt in der Schweiz. Es wird verwendet, um Verwechslungen mit anderen Einträgen des Namens Les Planches zu vermeiden. |

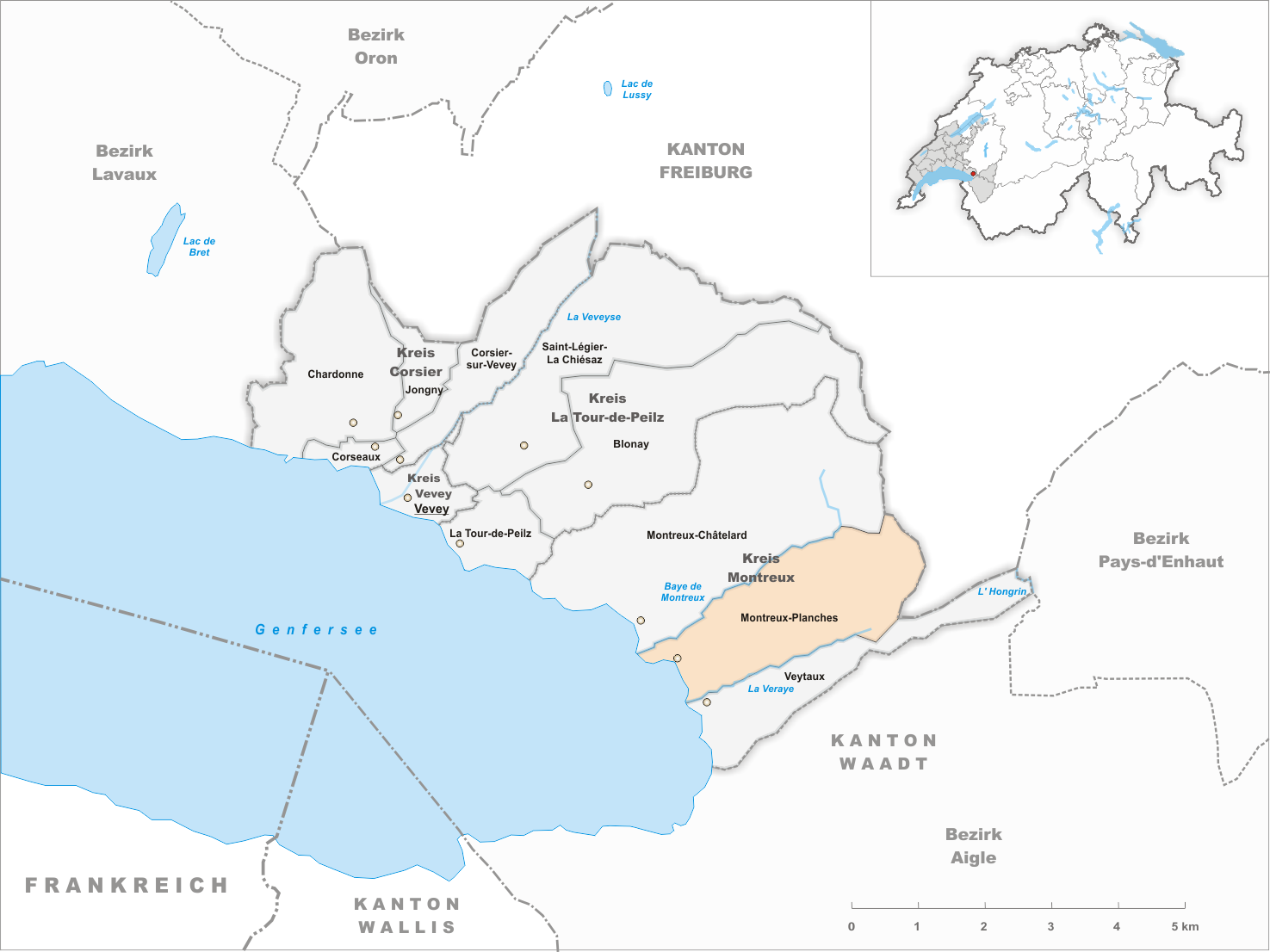
Gemeindestand vor der Fusion am 1. Januar 1962

Les Planches ist eine ehemalige politische Gemeinde im Distrikt Vevey des Kantons Waadt in der Schweiz. Von 1953 bis 1961 hiess die Gemeinde Montreux-Planches und fusionierte 1962 mit Montreux-Châtelard zur politischen Gemeinde Montreux.

## Lage
Die Gemeinde Les Planches setzte sich aus der Ortschaft Les Planches, auf der Halbinsel von Montreux südlich des Wildbachs Baye de Montreux, und den Dörfern und Weilern Territet, Veraye, Collonge, Glion und Caux zusammen. Das Gemeindegebiet von Les Planches umfasste den kleineren südlichen Teil des heutigen Gebiets von Montreux zwischen dem Tal des Wildbachs Baye de Montreux im Norden und demjenigen der Veraye im Süden sowie dem Ufer des Genfersees im Westen und der Höhe der Rochers de Naye im Osten.

## Bevölkerung
Mit dem wirtschaftlichen Aufschwung durch die Entwicklung zum Touristenort im Sog des benachbarten Le Châtelard nahm die Bevölkerung von Les Planches von 728 Einwohnern im Jahr 1850 auf 5591 Einwohner im Jahr 1910 markant zu. Nachdem die Bevölkerungszahl während der beiden Weltkriege leicht zurückgegangen war, wurden 1960 wieder 5507 Einwohner gezählt.

## Geschichte
Das Gebiet um Montreux gehörte im Mittelalter dem Bischof von Sitten, der das Viztum Montreux gründete. Die Kirche Saint-Vincent von Les Planches ist seit 1228 erwähnt, wurde vermutlich aber bereits im 11. Jahrhundert errichtet. 1295 ging das gesamte Viztum durch Kauf an Girard von Oron über, wobei erstmals auch der Name Les Planches genannt wurde. Sein Nachfolger, Girard II. von Oron, musste wegen finanzieller Schwierigkeiten einen Teil dieses Besitzes verkaufen. Damit kam es zur Trennung von Montreux, als der damalige Graf von Savoyen die Ländereien um Les Planches (südlich der Baye de Montreux) im Jahr 1317 erwarb. Auch das spätere Le Châtelard gelangte unter die Oberhoheit von Savoyen, wurde aber Girard II. von Oron als Lehen zurückgegeben.
Die Geschichte von Les Planches war fortan eng mit derjenigen des benachbarten Schlosses Chillon verbunden, welches bis 1442 Hauptsitz der Savoyer war. 1476 wurde die Kirche Saint-Vincent bei einem Plünderungszug der Eidgenossen in Mitleidenschaft gezogen, in den nachfolgenden Jahren jedoch wieder aufgebaut.
Von 1536 bis 1798 gehörte Les Planches unter bernischer Herrschaft zur Vogtei Chillon, die 1735 in Vogtei Vevey umbenannt wurde. Nach dem Zusammenbruch des Ancien Régime gehörte Les Planches von 1798 bis 1803 während der Helvetik zum Kanton Léman, der anschliessend mit der Inkraftsetzung der Mediationsverfassung im Kanton Waadt aufging. 1798 wurde es dem Bezirk Vevey zugeteilt. Seit Mitte des 19. Jahrhunderts entwickelte sich die Gemeinde zu einem Erholungs- und Sommerkurort von internationalem Ruf, und die vorherigen Weiler Glion und Caux wurden zu Höhenkurorten mit Sanatorien und Hotels ausgebaut. Die umliegenden Höhen wurden durch verschiedene Bergbahnen erschlossen. Entlang des Seeufers wurden zahlreiche Hotels erbaut. 1953 übernahm Les Planches den Namen Montreux-Planches und nach dem Vollzug der Fusion mit Montreux-Châtelard erhielt die Gemeinde Montreux ihre heutigen Grenzen.